# Villa Tugendhat
Villa Tugendhat è una villa situata a Brno, in Repubblica Ceca, progettata negli anni 1928-30 dall'architetto tedesco Ludwig Mies van der Rohe, con gli interni ideati dall’arredatrice Lilly Reich. È uno degli edifici più rappresentativi dell'architettura moderna. Il suo plastico ha fatto parte della mostra "1000 anni di architettura" che è stata presentata nel 2001 al castello di Praga.
Nel 2002 la villa è stata iscritta nel prestigioso elenco dei Patrimoni dell'umanità dell'UNESCO e il 16 agosto 2003 è stata onorata dalla targa ricordo che la riconosce come tale. I festeggiamenti sono stati rinviati a causa delle alluvioni avvenute in quell'anno in gran parte della Repubblica Ceca.

## Storia
All'inizio del secolo scorso, nel quartiere di Brno chiamato "campi neri" (černá pole), Greta Tugendhat (moglie dell'industriale Fritz Tugendhat) possedeva un terreno in pendio. I coniugi Tugendhat erano rimasti affascinati dal padiglione tedesco alla esposizione internazionale di Barcellona del 1929, fino al punto di contattarne gli autori: Mies van der Rohe e Lilly Reich commissionandogli una villa nello stesso stile. Durante il primo sopralluogo, ammirando la vista dal terreno, con la Chiesa di SS. Pietro e Paolo e del Castello di Spielberg, Mies van der Rohe si innamorò del progetto. Durante la progettazione, però, l'architetto ebbe dei contrasti con altri architetti locali, i quali non ritenevano opportuno il progetto di un padiglione da adibirsi a casa privata. La famiglia Tugendhat si disse invece entusiasta del progetto. Grazie alla tipologia costruttiva, formata da pilastri in acciaio che supportavano i solai, dopo soli due anni, nel 1930, i Tugendhat si trasferirono nella nuova villa sul pendio e con un giardino.
Durante il 1938 la villa divenne meta di profughi ebrei provenienti dalla Germania che vennero aiutati, anche economicamente, dai coniugi Tugendhat. A fine maggio 1938 anche Greta e Fritz dovettero abbandonare la loro casa e rifugiarsi prima in Svizzera e poi in Venezuela.
La villa venne requisita dalle truppe di occupazione diventando la sede delle SS a Brno. Nel dopoguerra venne riusata come asilo nido e solo dal 2012 è stata riaperta al pubblico. Recentemente è tornata di attualità in quanto in questo luogo è stato firmato il 1º gennaio 1993, il trattato che ha consentito la divisione politico amministrativa fra Repubblica Ceca e Slovacchia. La villa ha quindi attraversato epoche storiche diverse, ma forse solo oggi è stato riscoperto il suo vero valore, simbolo di un'epoca e di uno stile inconfondibili.

## Caratteristiche
La villa, al numero 45 di Černapolní ulice, è circondata da edifici in stile liberty tipico dell'epoca e l'edificio appare completamente in contrasto con questi. Dalla via dove si trova la villa il prospetto è modesto, mentre dal giardino dimostra la sua unicità e funzionalismo. Le peculiari caratteristiche della villa la resero molto costosa; solo una famiglia molto ricca poteva permettersi la spesa. Venne realizzata da mano d'opera morava anche se inizialmente l'architetto non mostrò molta fiducia nella capacità degli operai locali.
L'edificio è distribuito su tre piani, con la vista sul centro storico della città. È sostenuto da una struttura metallica costituita da pilastri cruciformi portanti, arretrati rispetto al perimetro della casa, ottenuti saldando insieme due profili angolari e quindi rivestiti con un caratteristico carter a forma stondata che nelle parti esterne è di lamiera di bronzo brunita mentre nelle parti interne padronali è cromata; i pilastri, oltre a sostenere la struttura hanno un notevole effetto estetico. Le porte nella zona padronale non hanno architravatura, l'infisso giunge al soffitto con un sopraluce che aumenta la sensazione di continuità degli ambienti. L'inserimento di porte a tutta altezza fu una condizione sine qua non per Mies van der Rohe, il quale altrimenti avrebbe rinunciato all'incarico.

### Piano superiore

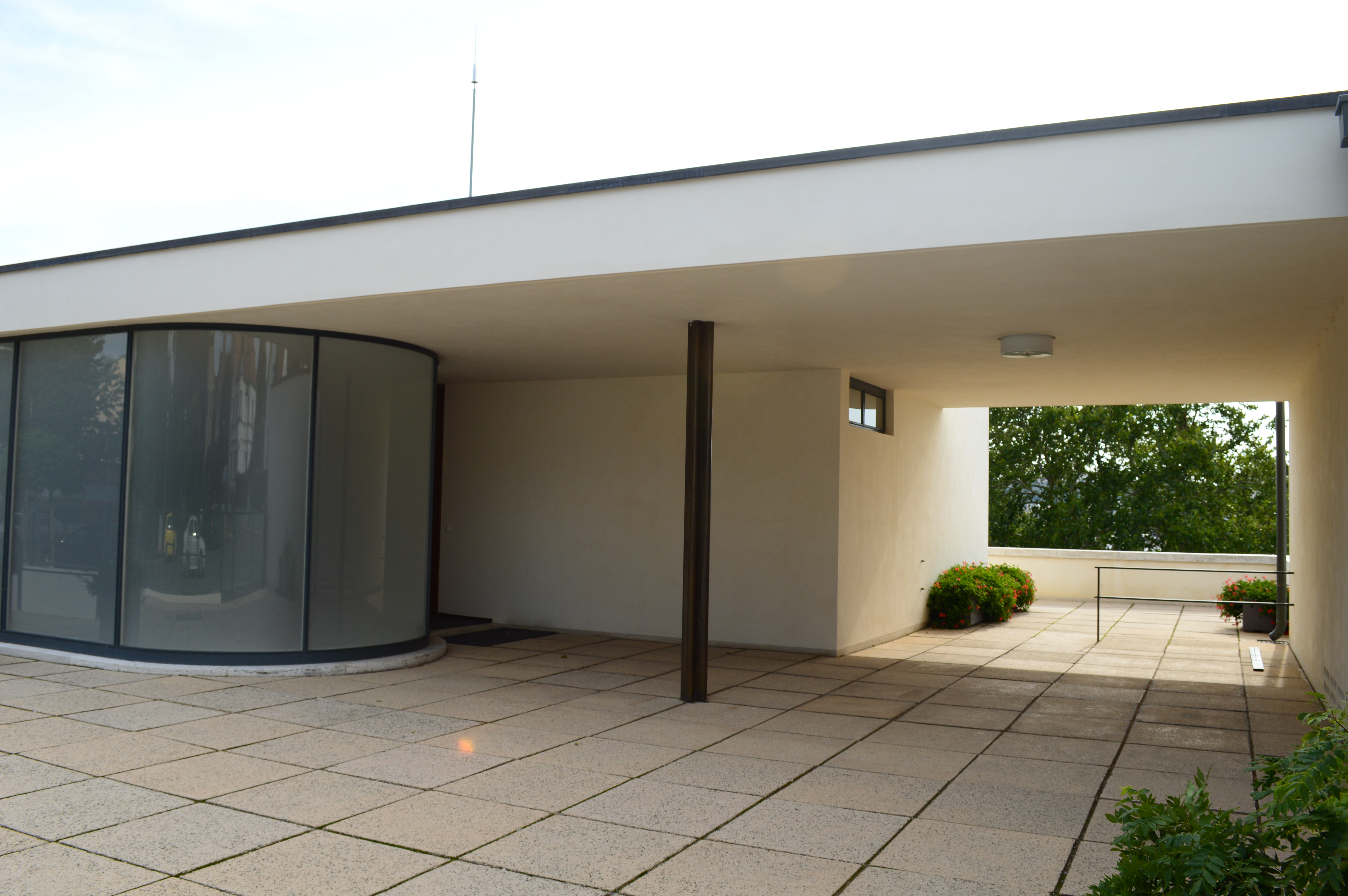
L'ingresso principale con la vetrata semicircolare.

Il piano superiore, a livello stradale, comprende l'ingresso unico per famiglia ed ospiti. Nell'ampio ingresso la nota più caratteristica è l'enorme vetrata in parte semicircolare che accarezza il contorno della scala che porta al piano inferiore. Durante l'ultima guerra la vetrata venne sostituita da un normale muro in mattoni per proteggere la casa. In fase di restauro il vetro venne ripristinato come in origine, grazie anche ad un piccolo frammento del vetro originale che permise ai restauratori di ricreare l'effetto voluto dall'architetto. L'interno infatti è satinato per proteggere dagli sguardi esterni, mentre la parte esterna rimane lucida. Il pavimento dell'ingresso è in pregiato Travertino italiano. La parte privata e la parte pubblica del piano risultano separate in modo da garantire la privacy della famiglia. Le cinque stanze da letto e due dei tre bagni del piano sono infatti accessibili da un corridoio che risulta separato dall'ingresso pur restandone in comunicazione tramite tre porte. La camera da letto del marito, esposta a sud, è dotata anche di una scrivania dove Fritz lavorava. La grande finestra con infissi di pregio si apre sul terrazzo comune. A fianco c'è la camera della moglie con un tavolino ed un grande armadio a muro a tutta altezza che richiama come colore e stile la porta a tutta altezza creando un effetto di continuità. Non si capisce dove inizi la porta e dove finisca l'armadio. Le due stanze dei figli, anch'esse con ampie finestrature aperte verso il terrazzo comune, sono divise da una porta, sempre alta tre metri, di tipo scorrevole. L'arredo della stanza dei più piccoli (Ernst e Hans) è, a differenza del resto della villa, di tipo modesto, laccato di bianco per una facile pulizia e di costo contenuto per poter lasciare la massima libertà di gioco ai bambini. L'armadio a muro è dotato di un lavandino con acqua corrente calda e fredda. La stanza della figlia maggiore Hana, nata dal primo matrimonio di Greta, è dotata di due letti. La famiglia non volle una stanza per gli ospiti e quindi la badante metteva a disposizione il suo locale trasferendosi, in caso di necessità, nella stanza della figlia maggiore. La quinta stanza, unica a non affacciarsi sul lato sud e quindi a non aver accesso al balcone, è la stanza della badante. Fin dalla progettazione fu chiara la sua destinazione, gli infissi, infatti, sono di qualità decisamente inferiore rispetto alle altre quattro stanze padronali. È dotata di un armadio a muro che nasconde un lavandino con acqua corrente. Il bagno principale del piano prende luce da un lucernario aperto in tutte e quattro le direzioni che garantisce, pur in assenza di finestra, di una luminosità senza pari. Tutta la pavimentazione del piano, ad eccezione dell'ingresso, è in linoleum naturale color bianco panna.
Il terrazzo comune era la zona di gioco estiva dei bambini. Era dotato di una sabbiera, una piscinetta e veniva usato anche come percorso per le macchinine a pedali.

### Piano intermedio

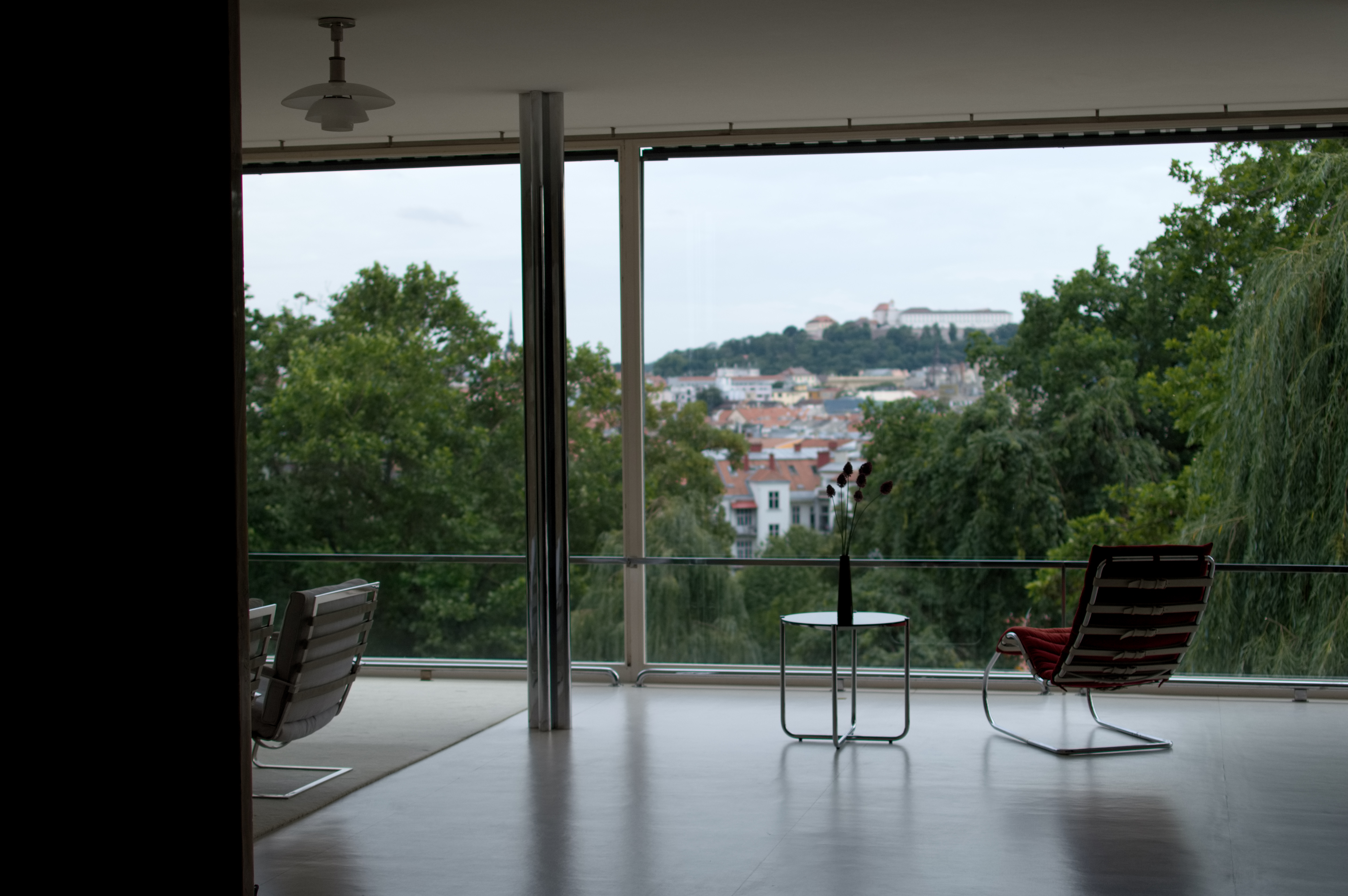
Parte del salone con la parete in onice e le colonne rivestite con il carter in ottone cromato.

Dall'ingresso comune una scala a chiocciola porta al primo piano sotto al livello stradale. La vista che si presenta è di una stanza di quasi 300 m², apoteosi del concetto di open space di cui Mies van der Rohe era grande estimatore. Tutto il piano è sviluppato in un unico volume il quale è magistralmente diviso in alcuni spazi legati l'uno all'altro senza soluzione di continuità. Le quattro aree funzionali della stanza possono essere separate l'una dall'altra per mezzo di tende in shantung nero e beige da dispiegare all'occasione. Una parete di onice separa la zona lettura e biblioteca dalla zona lavoro con tavolo e sedie. La pavimentazione in linoleum naturale, come quella del piano superiore, viene ripresa nel rivestimento superficiale del tavolino della biblioteca, anch'esso realizzato in linoleum. Una parete in ebano macassar a semicerchio nasconde un tavolo circolare modulare che si trasforma velocemente da piccolo tavolo per tre persone ad un enorme tavolo per ventiquattro ospiti. Un effetto particolarmente affascinante si ottiene al tramonto, quando il sole discende verso il giardino e la luce, penetrando dalle ampie finestre, colpisce la preziosissima parete color rosa semitrasparente in onice, lunga quasi quattro metri, diffondendosi in tutto l'ambiente del soggiorno. Questo effetto luminoso non era voluto, ma sorprese positivamente l'architetto.
In una parete del soggiorno c'è una piccola finestra chiusa da un vetro verso un retrostante ripostiglio. Apparentemente poco significativa, in realtà la piccola finestra serviva per la proiezione di film. Nella stanza, adiacente alla scala, c'era un proiettore e in quella piccola finestra si poteva proiettare dal dietro in una specie di “schermo televisivo”. La televisione infatti non esisteva ancora: venne inventata in USA nel dopoguerra e giunse in Europa solo negli anni cinquanta. Fritz Tugendhat era un grande appassionato di cinema ed anche un dilettante dotato di buone capacità.
L'ambiente è semplice e ricerca la massima luminosità e trasparenza. Il prospetto sud è costituito, essenzialmente, da cinque enormi finestre. Due di queste possono essere abbassate interamente. Rientrando a filo del pavimento rimuovono il confine fra casa e giardino creando un tutt'uno che rende ancora più ampia la già enorme stanza. L'ingegnoso sistema automatico, posto al piano inferiore, è composto da due potenti motori elettrici e robuste catene in grado di muovere il non indifferente peso di 600 kg di ogni finestra. Singolare è pure il piccolo giardino d'inverno situato sul lato sud-est del soggiorno.
Un corridoio a sud-ovest porta verso la zona della servitù. Si trovano infatti, su questo stesso piano, la cucina e la dispensa. Un montacarichi inoltre collega la cucina con il piano inferiore. In quest'area si nota una differente cura dei particolari. Gli infissi delle finestre sono funzionali, ma non della stessa qualità di quelli presenti nel lato padronale. Le porte non sono più a tutta altezza. I pilastri metallici non sono più ricoperti dal carter di ottone, mostrando quindi la loro tecnologia costruttiva.

### Piano inferiore
Una scala a chiocciola porta al piano sottostante. Il secondo piano sotto al livello stradale è dedicato principalmente alla servitù ed ai macchinari. È su questo piano, infatti, che troviamo l'ingegnoso sistema di climatizzazione della casa. Tramite tre ante scorrevoli era possibile miscelare l'aria esterna con l'aria calda prodotta da una stufa a carbone oppure aria rinfrescata dal passaggio attraverso una cascata d'acqua. L'aria veniva quindi ripulita da dei filtri impregnati di olio di cedro e da un successivo filtro di trucioli di cedro per eliminare le tracce di olio del primo filtro. Un enorme pompa centrifuga spingeva poi quest'aria lungo tutto l'impianto di climatizzazione della casa. L'impianto di riscaldamento consumava un vagone di carbone ogni inverno. L'acqua calda generata dall'impianto veniva inoltre convogliata dentro a dei tubi che corrono ai piedi delle enormi vetrate. In tal modo il riscaldamento e la lama di aria conseguente sulla finestra, evitava l'appannamento dovuto alla condensa.
Sempre al piano inferiore si trova una enorme stanza usata principalmente per stendere la biancheria. Si trova, inoltre, la stanza con i potenti motori che azionano i vetri del salone. Dietro al deposito delle verdure c'è un serbatoio di acqua piovana. È presente la lavanderia con una moderna, per il 1930, lavatrice a vapore ed una asciugatrice centrifuga. A fianco della lavanderia c'è poi la camera oscura di Fritz Tugendhat. Il padrone di casa era un esperto fotografo che amava sviluppare e stampare in casa le proprie fotografie. La stanza è dotata di un impianto di deumidificazione per non rovinare il materiale fotografico. Tutta la storica collezione di foto della villa è stata stampata personalmente da Fritz. L'ultima stanza in fondo è la cosiddetta 'stanza delle tarme'. È la stanza ermetica dove la signora Greta riponeva le pellicce. È completamente rivestita di piastrelle, non solo in terra ma anche sulle pareti e soffitto. Le piastrelle e la barra di ottone che si possono ammirare in questa stanza sono originali degli anni trenta. È questa l'unica stanza che si è conservata intatta da allora.

### Arredo
L'interno dell'intera villa è arredato da oggetti singolari progettati e collocati nel luogo dallo stesso architetto, il quale ha curato moltissimo i dettagli, in particolare le famose poltrone del soggiorno. Purtroppo tutto l'arredo originale è andato perduto. Le stanze sono state arredate dai restauratori basandosi sulle foto d'epoca scattate da Fritz Tugendhat. In alcuni casi gli arredi sono stati ricostruiti dalle stesse ditte che ne costruirono gli originali negli anni trenta. I pochissimi pezzi originali rimasti sono conservati altrove in ambiente protetto in quanto troppo fragili per poter essere esposti nella villa.

### Area servitù

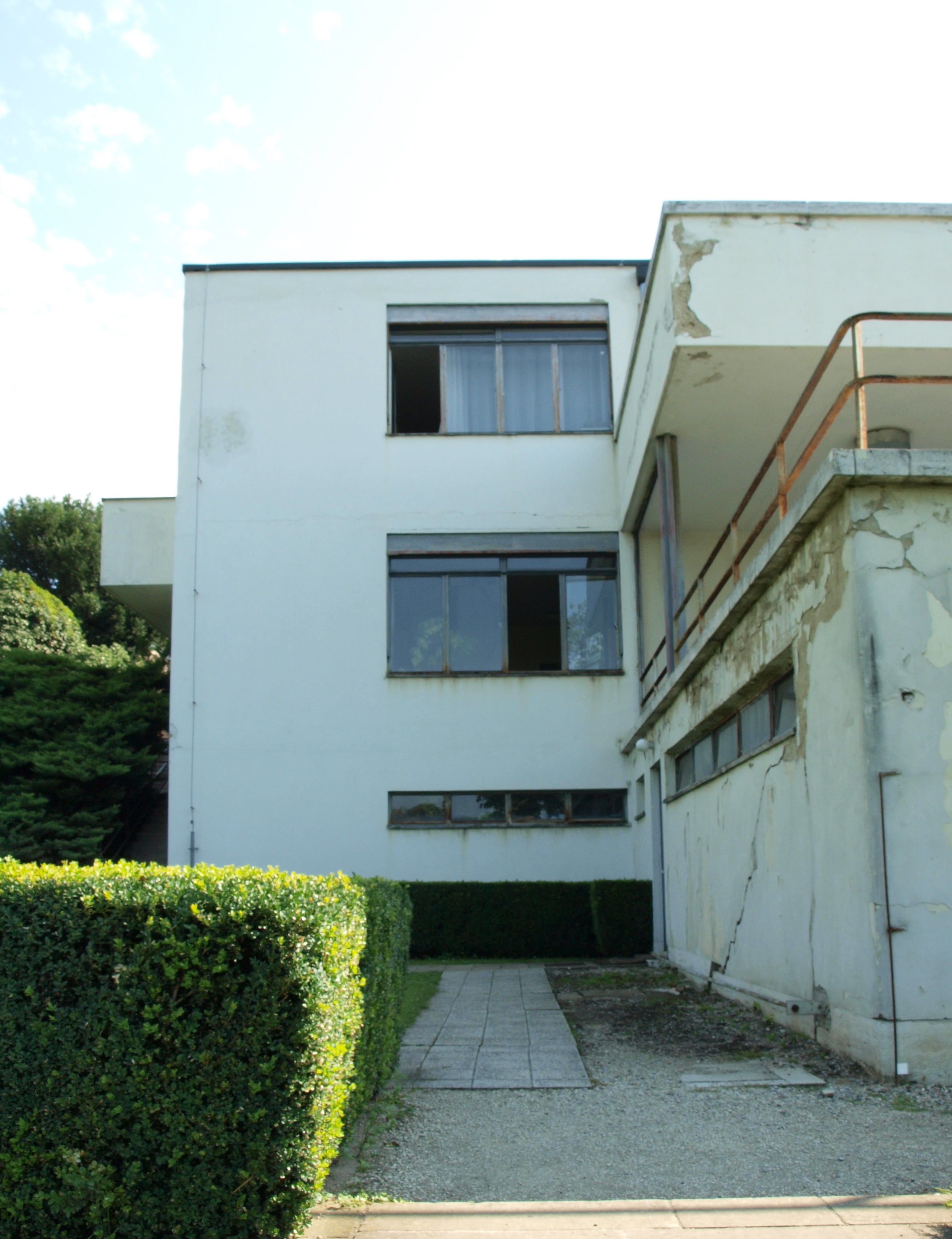
La parte della villa dedicata alla servitù. Questa foto del 2009 è stata scattata prima dei lavori di restauro terminati nel 2012.

La parte sinistra della villa, guardando dal giardino, è separata come volume al livello del piano stradale, ma connessa internamente al lato destro. Era adibita ad alloggio della servitù, camerieri ed autista. Attualmente è adibita ad uffici, segreteria e cassa del dipartimento dei musei di Brno per la villa Tugendhat.